# Сверхпроводящий магнит

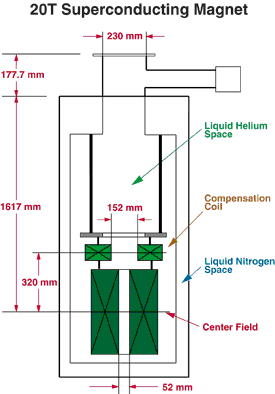
Схема сверхпроводящего магнита в 20 Тл в Лос-Аламосской лаборатории

Сверхпроводя́щий магни́т — электромагнит, в котором ток, создающий магнитное поле, протекает в основном по сверхпроводнику, вследствие чего омические потери в обмотке сверхпроводящего магнита весьма малы.
Сверхпроводники второго рода можно применять на практике как важный элемент в конструкции магнитов для создания постоянных сильных полей.
Сверхпроводящие материалы приобретают сверхпроводящие свойства только при низких температурах, поэтому сверхпроводящий магнит помещают в сосуд Дьюара, заполненный жидким гелием, который, в свою очередь, помещен в сосуд Дьюара с жидким азотом (чтобы снизить испарение жидкого гелия).
Для изготовления сверхпроводящих магнитов используются сверхпроводящие провода.
Диамагнетики выталкиваются из сильного постоянного магнитного поля, но эти силы, действующие на диамагнитные объекты от обычного магнита, слишком слабы, однако в сильных магнитных полях сверхпроводящих магнитов диамагнитные материалы, например кусочки свинца или графита могут пари́ть, а поскольку углерод и вода являются веществами диамагнитными, в очень сильном магнитном поле могут пари́ть даже органические объекты, например живые лягушки и мыши.
Самым крупным на 2014 год является сверхпроводящий магнит, используемый в центральной части детектора CMS Большого адронного коллайдера.

## Применение
Сверхпроводящие магниты используются в ЯМР-томографах (ЯМР — ядерный магнитный резонанс) и в ЯМР-спектрометрах с сильным полем.
Также сверхпроводящие магниты используются в поездах на магнитной подушке.
В ITER используются сверхпроводящие магниты, охлаждаемые жидким гелием.
Сверхпроводящий магнит является частью установки «Эксперимент с левитирующим диполем» (The Levitated Dipole eXperiment — LDX).
Ускоритель «Нуклотрон» создан на основе сверхпроводящих магнитов, предложенной и развитой в Лаборатории высоких энергий, которая в настоящее время носит имя академиков В. И. Векслера и А. М. Балдина.
27 апреля 2007 года в туннеле Большого адронного коллайдера (БАК) был установлен последний сверхпроводящий магнит. В 2010 году именно сверхпроводящие магниты, а точнее качество их электрических контактов, были причиной невывода коллайдера на проектную энергию 7 ТэВ. Всего на БАКе используется 1232 сверхпроводящих дипольных магнитов. Они порождают магнитное поле с индукцией вплоть до 8,2 Тл.
Сверхпроводящие магниты используются в сверхмощных турбогенераторах КГТ-20 и КГТ-1000 на основе сверхпроводимости , , и при разработке сверхпроводящих электрических машин.

##### СПИН (сверхпроводящий индуктивный накопитель)
Одним из перспективных применений сверхпроводящих магнитов является сверхъёмкие накопители энергии. Например, в магнитном поле тороидальной обмотки ТОКАМАКа запасается 600 МДж энергии, или 166 кВт·ч, энергия магнитного поля реактора ITER — 41 ГДж (около 11 тыс. кВт·ч). Сверхпроводящий магнит может хранить накопленную энергию сколь угодно долго.

## В культуре
В шестом эпизоде тринадцатого сезона сериала «Южный парк» Рэнди Марш, чтобы помочь сыну выиграть гонки, похищает с Большого адронного коллайдера сверхпроводящий магнит. Во время заезда машинка внезапно ускоряется и выходит в космос, и при этом достигает так называемой «варп-скорости».